# Mi si spezza il cuor/Spiegami come mai
Mi si spezza il cuor / Spiegami come mai è il secondo singolo su 7" de Le Anime pubblicato nel 1966 dalla R.T. Club.

## Tracce
Lato A
1. Mi si spezza il cuor (Carlo Rossi, Miki Dallon)

Lato B
1. Spiegami come mai (Ken Lewis, Leo Chiosso)